# デスモプレシン
デスモプレシン（INN：desmopressin）は、中枢性尿崩症の対症療法や、中等度よりも軽い血友病Aまたは1型ヴォン・ヴィレブランド病の止血管理などのために用いる場合の有る医薬品の1つである。

## 構造

デスモプレシンの構造。デスモプシンはペプチドである。システイン残基同士による1箇所のジスルフィド結合も有しており、一部が環状化している。また、片方のシステインにはアミノ基が無い。

デスモプレシンは、ホルモンの1つであるバソプレシンと類似の分子構造を有している。ヒトのバソプレシンは、9つのアミノ酸から成るペプチドホルモンの1種である。ヒトのバソプレシンと比較すると、デスモプレシンは1番目のシステインが脱アミノ化されている点が異なる。それに加えて、8番目のアルギニンが天然型のS体（L体）ではなく、その鏡像異性体のR体（D体）である点も異なる。
デスモプレシンの分子量は、1069.22 (g/mol)である。

## 薬理作用と用途

### 中枢性尿崩症に関して
バソプレシンは尿への水の排泄量を抑制する、いわゆる「抗利尿ホルモン」として有名なので、何らかの理由でバソプレシンが分泌されないために、過剰に水が尿中へと排泄されてしまう中枢性尿崩症の患者に、バソプレシンの代わりにデスモプレシンを使う事については、理解し易いだろう。つまり、投与されたデスモプレシンは、バソプレシンと同様に腎臓で、バソプレシンV2受容体に結合して受容体を作動させ、この受容体がアクアポリンを作動させて、尿中から水の再吸収を行い、尿量を減少させる。
したがって、もしもデスモプレシンが効き過ぎた場合には、水が再吸収され過ぎて、最悪の場合には水中毒で死亡する恐れがある。実際にアメリカ合衆国では、デスモプレシンを投与した結果、水中毒を引き起こして、死者が出たため警告が発せられた。これを防止するため、患者の水の管理に注意を払う必要がある。また、患者が低ナトリウム血症の状態に陥っていないかにも注意を払う必要がある。なお、もしも水中毒の兆候が患者に現れた場合には、デスモプレシンの投与を中止しなければならない。

### 夜尿症
デスモプレシンが抗利尿ホルモンとして作用するため、成人の夜尿症に対して、デスモプレシンを応用する場合がある。尿の濃縮が不充分なせいで、就寝中に排尿してしまうという問題を抱えていると考えられる場合に、使用する。2017年にアメリカ食品医薬品局は、この使用法について認可した。
大人だけではなく、子供の「おねしょ」に対してデスモプレシンを用いた研究もあり、それによると子供の「おねしょ」の頻度も減少させたという。ただし、例えば女児で尿道が膣の側に裂けている場合などのように、尿路の異常が原因で「おねしょ」が起きている可能性も考えられ、その場合には外科的な治療の対象である。

### 止血管理に関して

#### 血友病
デスモプレシンは、血友病Aで不足する血液凝固因子VIIIの分泌を促進する作用を有する。このため、血液凝固因子VIIIを完全に欠失した患者ではなく、通常よりも少ないだけの患者に対して、デスモプレシンを投与する事により、充分な血液凝固因子VIIIの分泌を促して、止血管理を行う。したがって、血友病でデスモプレシンを使えるのは、中等度までの血友病A患者までに限られる。なお、デスモプレシンで止血管理を行う事を、ハッキリと推奨できるのは、軽度の血友病Aの患者である。

#### ヴォン・ヴィレブランド病
デスモプレシンは、ヴォン・ヴィレブランド病で不足するヴォン・ヴィレブランド因子の分泌を促進する作用も有する。この作用を使用して、ヴォン・ヴィレブランド因子の分泌を促進する事を狙ってデスモプレシンを投与し、止血に必要な因子を充分に確保する。
軽度と中等度のヴォン・ヴィレブランド病のタイプ1に対しては、デスモプレシンを第1選択薬として用いる。また、ヴォン・ヴィレブランド病のタイプ2A・タイプ2M・タイプ2Nに対しても、デスモプレシンは有用とされる。しかし、ヴォン・ヴィレブランド病のタイプ2Bに、通常はデスモプレシンは推奨されない。これに加えて、ヴォン・ヴィレブランド病のタイプ3に対しても、デスモプレシンは推奨されない。

#### 尿毒症
デスモプレシンの様々な薬理作用を総合的に利用して、尿毒症が原因で発生した出血傾向に伴う出血に対して、2016年現在、アメリカ合衆国では使用し得る薬として、デスモプレシンが挙げられている。

## 副作用
その薬理作用から明らかなように、不適切にデスモプレシンを用いると、水中毒に陥り、最悪の場合には死亡する。当然ながら、何らかの理由で水分摂取量を増やした場合などには、水中毒（低ナトリウム血症）の副作用は発生し易くなる。したがって、水分摂取量や食塩摂取量などに、気を付ける必要がある。
また、予期できない副作用として、アレルギー反応が起こる場合もある。

## 副作用に関連した研究
幾つかの研究では、デスモプレシンを投与しても副腎皮質刺激ホルモンの分泌を促進しないと報告され、したがって薬剤性のクッシング症候群は引き起こさないという。しかしながら、別な研究では、デスモプレシンを投与すると、投与していない場合と比べて、副腎皮質刺激ホルモンの分泌量が、5割増し以上になっていたと報告された。

## 薬物動態
デスモプレシンは、静脈注射によって直接全身へ投与する方法、鼻の粘膜へのスプレイする事によって鼻粘膜から吸収させて全身へ投与する方法、舌下錠を用いて舌下粘膜から吸収させて全身へ投与する方法が可能である。また、効率が落ちるため、投与量を増やす必要があるものの、内服薬として経口投与して消化管から吸収させて全身へ投与する方法も可能である。参考までに、経口投与した場合のバイオアベイラビリティは、0.08パーセントから0.16パーセントに過ぎない。
体内に入ったデスモプレシンのタンパク結合率は、約5割である。デスモプレシンの排泄は主に腎臓から尿中へと行われ、その半減期は、腎機能が充分であれば、1.5時間から2.5時間程度である。
このようにデスモプレシンは腎排泄型なので、腎機能が低下した患者には使うべきではない。

## 歴史
アメリカ合衆国でデスモプレシンは、1978年に医薬品としての使用が認可された。現在、特許期間は過ぎ、ジェネリック医薬品も利用可能になった。2015年時点で、アメリカ合衆国内でデスモプレシンを1か月使用した場合には、100ドルから200ドル程度が必要であった。
デスモプレシンはWHO必須医薬品にも加えられた。